# Zerebrovaskuläre Insuffizienz
Die zerebrovaskuläre Insuffizienz (andere Schreibweise: cerebrovasculäre Insuffizienz; kurz auch CVI) ist ein zusammenfassender Begriff für Störungen der Blutversorgung des Gehirns durch Gefäßläsionen (Stenosen, Obliterationen, Gefäßschlängelungen) im Bereich der hirnzuführenden oder der zerebralen Gefäße, insbesondere bei der subkortikalen arteriosklerotischen Enzephalopathie des älteren Menschen.
Der Begriff wird im weiteren Sinne auch ungenau verwendet für verschiedene Beschwerden, die bei älteren Mensch gehäuft auftreten (Schwindel, Gedächtnisstörungen, Konzentrationsstörungen, Kopfschmerzen). Insbesondere diese Verwendung ist problematisch, da eine chronisch verminderte Durchblutung des Gehirns als Ursache der Beschwerden unterstellt wird, die als Rechtfertigung für den Einsatz von Medikamenten zur Steigerung von Durchblutung oder Hirnstoffwechsel (Nootropika) dient. Nach Gabe von Nootropika wurde zwar eine Steigerung der Hirndurchblutung im SPECT beobachtet, ein ursächlicher Zusammenhang zwischen den Befunden der SPECT-Untersuchungen, einer tatsächlich krankhaft verminderten Durchblutung und den Symptomen wurde jedoch wissenschaftlich nicht nachgewiesen.
Der Begriff sollte aus heutiger Sicht eigentlich vermieden werden, da einzelne Formen des Schlaganfalls unterscheidbar geworden sind und eine eigene, angepasste Behandlung erfordern; vielmehr ist eine umgehende diagnostische Klärung zu fordern, ob eine und was für eine Durchblutungsstörung des Gehirns vorliegt.